# 73e régiment d'artillerie
Le 73e régiment d'artillerie (73e RA) est un régiment d'artillerie français.

## Création et différentes dénominations
- 1917 : formation du 73e régiment d'artillerie lourde à grande puissance
- 1919 : dissous
- 1929 : formation du 73e régiment d'artillerie
- 1940 : détruit au combat
- 1960 : recréé
- 1981 : dissous

## Colonels/chefs de corps
- 1929 : Charles Mazen (1880-1972)[1]
- 1972 - ? : Guichard

## Historique des opérations et garnisons du régiment

### Première Guerre mondiale
Pendant la Première Guerre mondiale, il s'agit d'un régiment d'artillerie lourde à grande puissance (73e RALGP). Il est créé le 1er août 1917 et rattaché au dépôt du 3e régiment d'artillerie à pied.
Il regroupe les mortiers de l'ALGP et est rattaché à la 2e division de la réserve générale d'artillerie.
Il est dissous en 1919.

### Entre-deux-guerres
Le 73e régiment d'artillerie est recréé à Lunéville en mai 1929 à partir du groupe d'artillerie de la 3e division de cavalerie (3e DC),. Cette dernière est renommée 2e division de cavalerie l'année suivante et le 73e RA devient donc le régiment d'artillerie de la 2e DC. En octobre 1938, jusque-là doté de chevaux pour tracer ses canons de 75 modèle 1897, le 73e RA est transformé avec des tracteurs tous terrains (TTT).

### Seconde Guerre mondiale
Après la mobilisation, le régiment compte deux groupes de canons de 75 modèle 1897 TTT et un groupe de canons de 105 long modèle 1913 portés. À l'hiver 1939-1940, le régiment perd un groupe de 75 TTT et son groupe porté est remplacé par un groupe de canons de 105 court modèle 1935 à tracteurs tous terrains.
Pendant la bataille d'Abbeville, le 73e RA soutient l'assaut de la 4e division cuirassée puis de la 2e division cuirassée.
Le 1er groupe du régiment est cité à l'ordre de l'armée le 19 décembre 1940 :

« Superbe groupe de 75, qui, sous le commandement de M. le chef d'escadron de Kervasdoue, a, au cours de trente-deux jours presque ininterrompus de combats, infligé à l'ennemi des pertes sévères par la précision de son tir, se dégageant à plusieurs reprises de situations délicates, grâce à ses qualités manœuvrières et au sang-froid de son chef et de son personnel. Le 12 juin 1940, après avoir continué le feu jusqu'à épuisement de ses munitions d'artillerie, a défendu jusqu'au bout ses positions submergées par une attaque ennemie. »

### Après 1945
Il est recréé en 1960 comme régiment d'artillerie (73e RA), stationné à Reutlingen (RFA), jusqu'à sa dissolution par transformation en 24e RA en 1981.

## Étendard
Il porte, cousues en lettres d'or dans ses plis, les inscriptions suivantes :
- La Marne 1914
- Champagne 1915
- La Somme 1916
- Flandres 1918

## Devise
Pour la France, de bon cœur

## Personnalités ayant servi au 73erégiment d'artillerie
- Charles Bricogne (1913-1942), compagnon de la Libération, en 1940[7]

- Jean-Louis Tixier-Vignancour (1907-1988), avocat d'extrême-droite, en 1929[11].